# تفسير القمي
تفسير القمّي (المتوفى 329 هـ) يعتبر من أقدم التفاسير الشيعية لمؤلفه علي بن إبراهيم القمي ، من فقهاء ومحدثي الشيعية ، وهو من مشايخ الكليني.

## المؤلف
علي بن إبراهيم بن هاشم القمي (القرن الثالث الهجري - 329 هـ). هو راوي وفقيه ومُفسّر شيعي. ويُعدّ من أشهر رواة الشيعة وأبرزهم، وقد رُويت عنه العديد من الروايات في مجموعات روائية شيعية كبيرة، حيث بلغ عدد الروايات التي رواها عن والده إبراهيم بن هاشم فقط سبعة آلاف وثمانية و ستين رواية. وقد روى الُكليني أكثر من سبعة آلاف رواية عن أستاذه القُمّي في كتابه الكافي.

## مضمون الكتاب
يعد كتاب «تفسير القمي» أساس لعديد من التعليقات الشيعية ودورة تفسيرية كاملة حيث تبدأ من أولى السور القرآنية وتنتهي بآخر سورة قرآنية ، قد اختار المؤلف منهج التفسير الروائي حيث جعلت المؤلف أن يؤول الكثير من الآيات بفضائل أهل البيت ومثالب أعدائهم تفسيراً باطنياً، بألاضافة إلى ذلك أشار المؤلف إلى بيان معاني المفردات، أسباب النزول، القصص القرآني وذكر الغزوات وآيات الأحكام وتعرض إلى الأبحاث العقائدية ورد الفرق الباطلة واعتمد الآيات في رد الاتجاهات غير الإسلامية وانتقد بعض الفرق الإسلامية كالمعتزلة والقدرية وأشار إلى مجموعة من العلوم القرآنية كالناسخ والمنسوخ، والحروف المقطعة، والمحكم والمتشابه وعدم توقيفية الآيات.

## نسبة التفسير إلى علي بن إبراهيم
اختلفت كلمة الأعلام والباحثين الشيعة في نسبة الكتاب إلى علي بن إبراهيم القمّي فذهب فريق منهم إلى القول بأنّ الكتاب مقطوع النسبة إلى القمّي فيما شكك الطرف الثاني في ذلك.

### القائلون بثبوت نسبة الكتاب للقمي
- أحمد بن علي النجاشي[5]
- الشيخ الطوسي[6]
- العلامة الحلي[7]
- الشيخ الطبرسي[8]
- ابن شهر آشوب[9][10]
- هكذا استقت منه الكثير من المصادر التي صنفت بعده كالكتب الأربعة، ومجمع البيان، وتفسير الصافي، ووسائل الشيعة، وبحار الانوار وغيرهم.

### النافون لنسبة الكتاب للقمي
- أغا بزرك الطهراني[11]
- محمد هادي معرفة [12]
- هاشم معروف الحسني[13]
- وغيرهم..

## مكانة الكتاب
يعد تفسير القمي من اقدم مصادر التفسير الشيعية واشهرها ومن المصادر المعتمدة في المجال التفسيري حيث امتاز بميزتين: الأولى وهي أنه مصدر روائي؛ والثانية هي أنه متصل بعصر حضور الأئمة الشيعة والغيبة الصغرى حيث اعتبر كمصدر تفسيري فيما بين المتأخرين ، وقد قرَّضه الرجل الديني الشيعي آغا بزرك الطهراني، فيندر أن نجد تفسيراً لم يعتمد عليه في استقاء الروايات التفسيرية.

## كتب مرتطبة

### مختصرات
- مختصر تفسير القمي - كمال الدين الحلي[15]
- إختصار تفسير القمي - الكفعمي[16]

### حول الكتاب
- تفسير القمي، بحث حول النسخة المتداولة - أحمد سلمان[17]
- حول تفسير القمّي دراسة تحقيقية - محمد هيدوس[18]

## وصلات خارجية
- البحث في الكتاب